# 세인트빈센트 그레나딘 올림픽 위원회
세인트빈센트 그레나딘 올림픽 위원회(영어: Saint Vincent and the Grenadines Olympic Committee)는 세인트빈센트 그레나딘의 국가 올림픽 위원회이다. IOC 코드는 VIN이다. 본부는 킹스타운에 있으며 범아메리카 스포츠 기구에 소속되어 있다.
1982년에 설립되었으며 1987년에 국제 올림픽 위원회의 승인을 받았다. 올림픽, 팬아메리칸 게임, 중앙아메리카·카리브해 경기 대회, 코먼웰스 게임을 비롯한 국제 스포츠 대회에 참가하는 세인트빈센트 그레나딘의 선수들을 대표한다.